# Mistrovství Asie a Oceánie v ledním hokeji žen 2024
Mistrovství Asie a Oceánie v ledním hokeji žen 2024 se v tomto ročníku konalo v jedné skupině o pěti účastnících, když  Thajsko a  Singapur se přesunuli do nejnižší divize mistrovství světa a  Malajsie a  Kuvajt tento ročník vynechaly. Turnaj se konal od 24. do 30. března 2024 v hale Biškek Arena v Biškeku v Kyrgyzstánu. Družstva hrála jednokolově každé s každým. Vítězství si připsali hráčky Íránu před hráčkami Filipín a před hráčkami Spojených arabských emirátů.

## Výsledky
|    |            | Írán | Filipíny | SAE  | Indie | Kyrgyzstán | V | VP | PP | P | VG | OG | B  |
| 1. | Írán       | ***  | 4:0      | 16:0 | 10:0  | 6:0        | 4 | 0  | 0  | 0 | 36 | 0  | 12 |
| 2. | Filipíny   | 0:4  | ***      | 3:2  | 7:0   | 7:4        | 3 | 0  | 0  | 1 | 17 | 10 | 9  |
| 3. | SAE        | 0:16 | 2:3      | ***  | 2:1   | 6:4        | 2 | 0  | 0  | 0 | 10 | 24 | 6  |
| 4. | Indie      | 0:10 | 0:7      | 1:2  | ***   | 6:3        | 1 | 0  | 0  | 3 | 7  | 22 | 3  |
| 5. | Kyrgyzstán | 0:6  | 4:7      | 4:6  | 3:6   | ***        | 0 | 0  | 0  | 4 | 11 | 25 | 0  |